# 네네 하툰

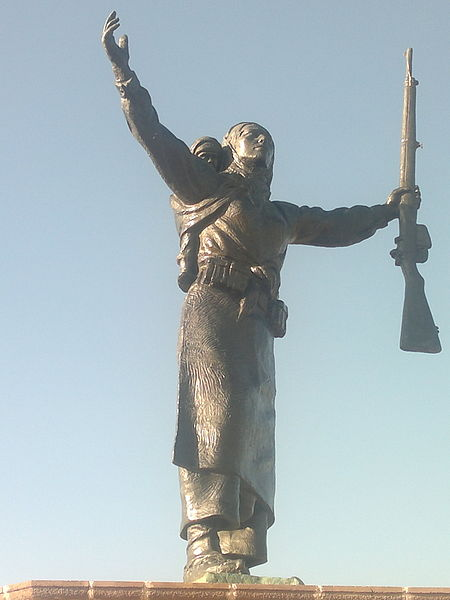
에르주룸에 건립된 네네 하툰의 동상

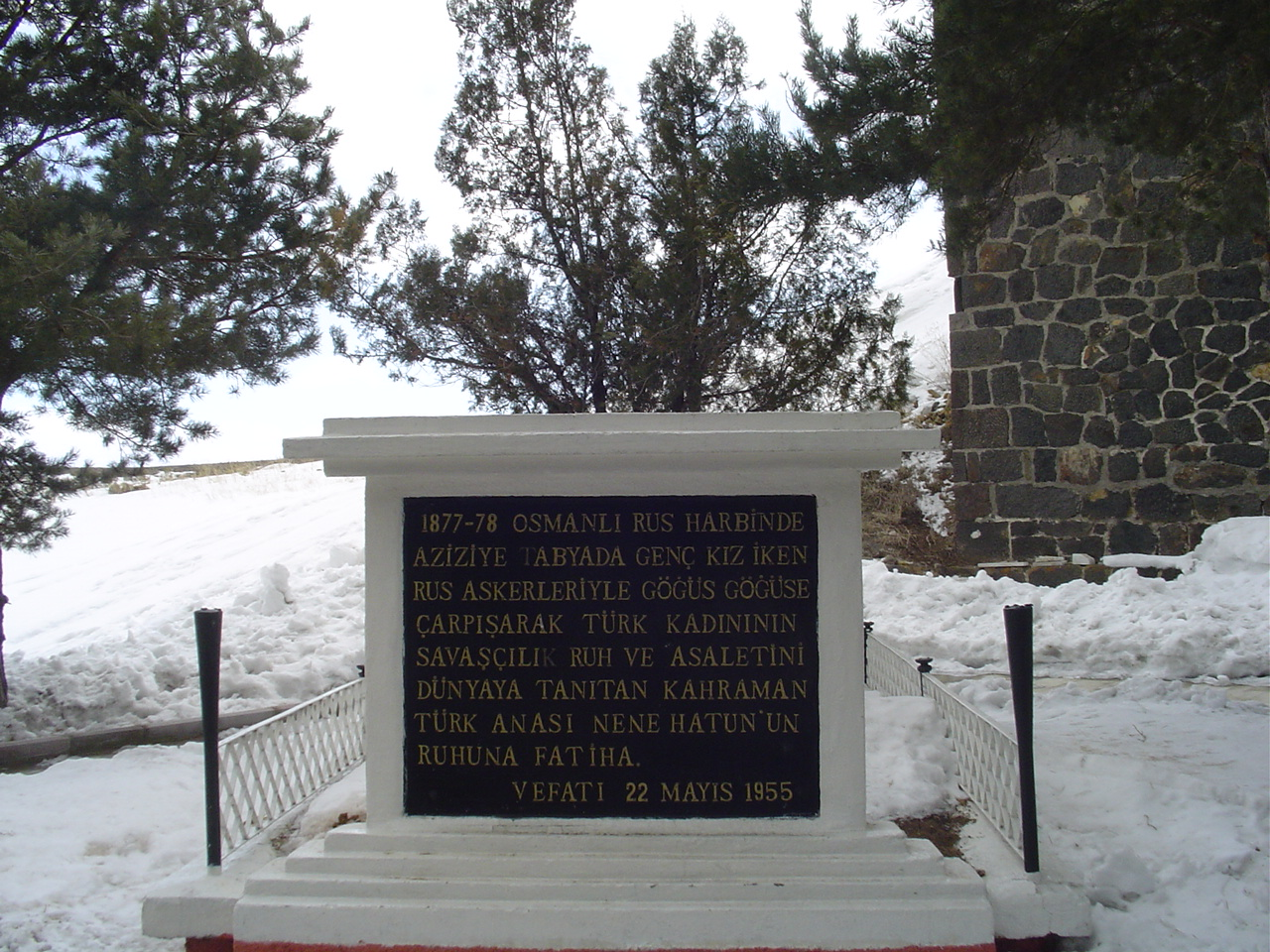
에르주룸의 아지지예 요새에 건립된 네네 하툰의 묘비

네네 하툰(튀르키예어: Nene Hatun, 1857년 오스만 제국 에르주룸 ~ 1955년 5월 22일 튀르키예 에르주룸)은 튀르키예의 군인이다.
1877년부터 1878년 사이에 일어난 러시아-튀르크 전쟁에서 오스만 제국 군대에 참전했다. 1877년 11월 9일 러시아 제국 군대가 에르주룸 근교의 아지지예(Aziziye) 요새를 점령하자 무장한 민간인들과 함께 전투를 벌였다.